# Automotrice SATTI ALn 668 e rimorchiata Ln 664
Le automotrici SATTI ALn 668 sono un gruppo di veicoli ferroviari derivati dalle ALn 668 FS di cui la SATTI ordinò dieci unità nel 1961 e altre due nel 1979 per la ferrovia Canavesana.
Con la commessa del 1961 furono ordinate anche sette rimorchiate Ln 664, analoghe alla serie Ln 664.1400 delle FS.

## Costruzione
Subentrata alle Ferrovie Torino Nord (FTN) nell'esercizio della ferrovia Canavesana acquisendone il materiale rotabile nel 1957 e gli impianti nel 1959, la Società per Azioni Torinese Tranvie Intercomunali (S.A.T.T.I.) diede inizio a un piano di rinnovamento della ferrovia che, seppur improntato in economia, cambiò il volto della linea lasciata in condizioni disastrose dalla gestione precedente, migliorandone sensibilmente le prestazioni.
Seguendo il piano predisposto per il rinnovo del materiale rotabile, la SATTI ordinò nel 1961 alla FIAT Sezione Materiale Ferroviario di Torino dieci automotrici e sette rimorchiate semipilota (cioè dotate di cabina di guida a una sola estremità) analoghe alle serie ALn 668.1400 e Ln 664.1400 in costruzione per le Ferrovie dello Stato; dette unità furono consegnate nel 1962 e immatricolate nel parco dei veicoli ferroviari SATTI come ALn 668 D.1-D.10 e Ln 664 R.1-R.7.
Nel 1979, per consentire l'accantonamento delle anziane ALn 40 ereditate dalle FTN e la sostituzione degli ultimi convogli di materiale ordinario, la SATTI ordinò alla FIAT Ferroviaria Savigliano altre due automotrici derivate dalle ALn 668.1200 FS allora in costruzione; le nuove unità furono consegnate tra il 1979 e il 1980 e immatricolate nel parco rotabili SATTI come ALn 668 D.11-D.12, continuando la numerazione della serie precedente.

## Caratteristiche
Per le nuove automotrici la SATTI riprese lo schema di coloritura delle prime motrici tranviarie municipali di Torino con il giallo avorio per la parte superiore della cassa, il rosso vivo per la fascia di cintura, il grigio opaco per imperiale e spioventi e il nero per sottocassa e carrelli.
Dovendo assicurare collegamenti locali con fermate frequenti, la SATTI preferì limitare la velocità massima delle automotrici da 110 a 88 km/h, ottenendo in cambio una maggiore accelerazione allo spunto.
Come per le serie FS da cui derivano le automotrici ALn 668 della SATTI sono atte alla marcia in doppia trazione a comando multiplo con pilotaggio dalla cabina di guida della motrice o della rimorchiata posta in testa al convoglio (in altre parole è sufficiente un solo macchinista per condurre un convoglio composto da due automotrici ALn 668 ed, eventualmente, una o due rimorchiate Ln 664).

### Automotrici ALn 668 D.1-D.10

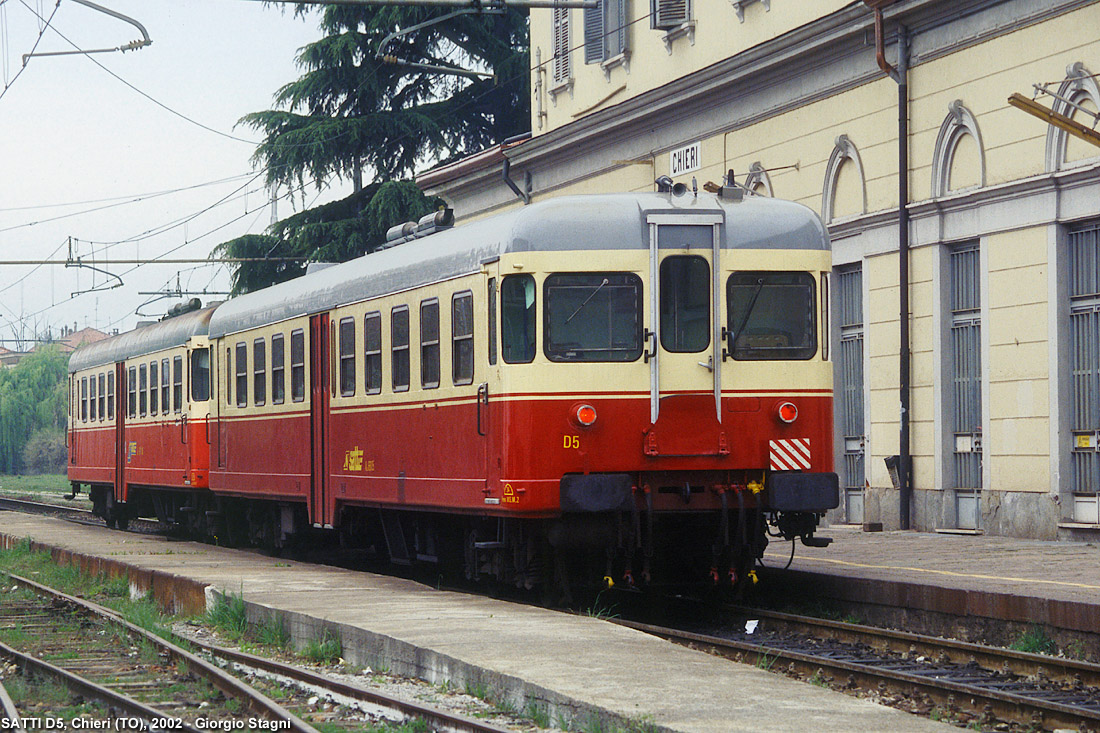
Automotrice D5 a Chieri nel 2002

Le automotrici ALn 668 D.1-D.10 sono derivate dalle ultime dieci unità della serie 1400 FS (ALn 668.1471-1480) con le seguenti varianti:
- posti di sola seconda classe;
- presenza delle sole porte di servizio sulle testate in luogo dei mantici intercomunicanti per il passaggio viaggiatori;
- rapporto di trasmissione al ponte per la velocità massima di 88 km/h;
- aggiunta dei dispositivi di sicurezza per la condotta con un solo macchinista;
- aggiunta di un apparato radio ricetrasmittente per le comunicazioni col dirigente unico (DU) di Rivarolo Canavese;
- aggiunta delle carenature nel sottocassa.

### Automotrici ALn 668 D.11-D.12

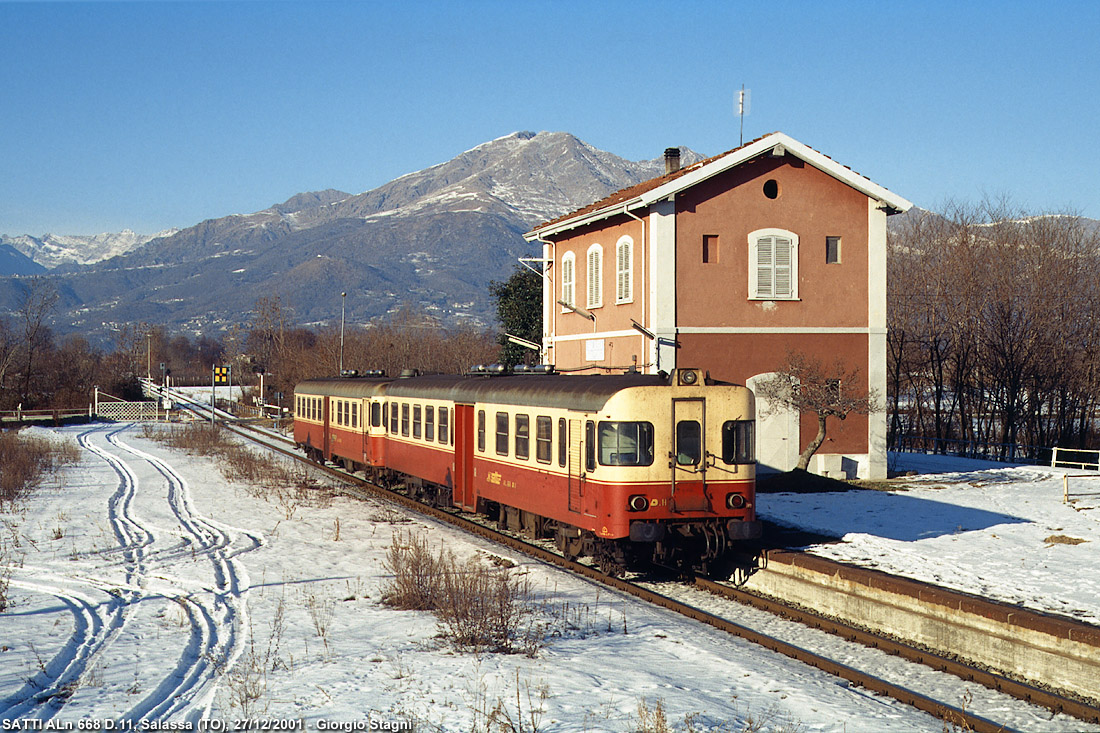
Automotrice D11 a Salassa nel 2001

Le automotrici ALn 668 D.11-D.12 sono derivate dalla serie 1200 FS con le seguenti varianti:
- posti di sola seconda classe;
- presenza delle sole porte di servizio sulle testate in luogo dei mantici intercomunicanti per il passaggio viaggiatori;
- motori con potenza di taratura ridotta da 120 a 114 kW;
- rapporto di trasmissione al ponte per la velocità massima di 88 km/h;
- aggiunta dei dispositivi di sicurezza per la condotta con un solo macchinista;
- aggiunta di un apparato radio ricetrasmittente per le comunicazioni col DU di Rivarolo Canavese;
- impianto frenante con freno diretto comandato da rubinetto autoregolatore Westinghouse RA-S2;
- aggiunta delle sabbiere sui carrelli.

Le ALn 668 D.11-D.12 differiscono dalle precedenti ALn 668 D.1-D.10 per le seguenti varianti:
- motori ad aspirazione naturale IVECO 8217.12 al posto dei motori sovralimentati FIAT 203 S;
- presenza delle marmitte sull'imperiale;
- carrelli FIAT di terza generazione con telaio a collo di cigno adottati a partire dalle ALn 668.1800 FS;
- diverso disegno delle testate con l'abolizione delle rastremature frontali dell'imperiale e l'aggiunta del proiettore centrale di profondità;
- cassa più lunga di 1.440 mm;
- porte di accesso ai vestiboli più ampie con ante a tre elementi anziché due.

### Rimorchiate Ln 664 R.1-R.7

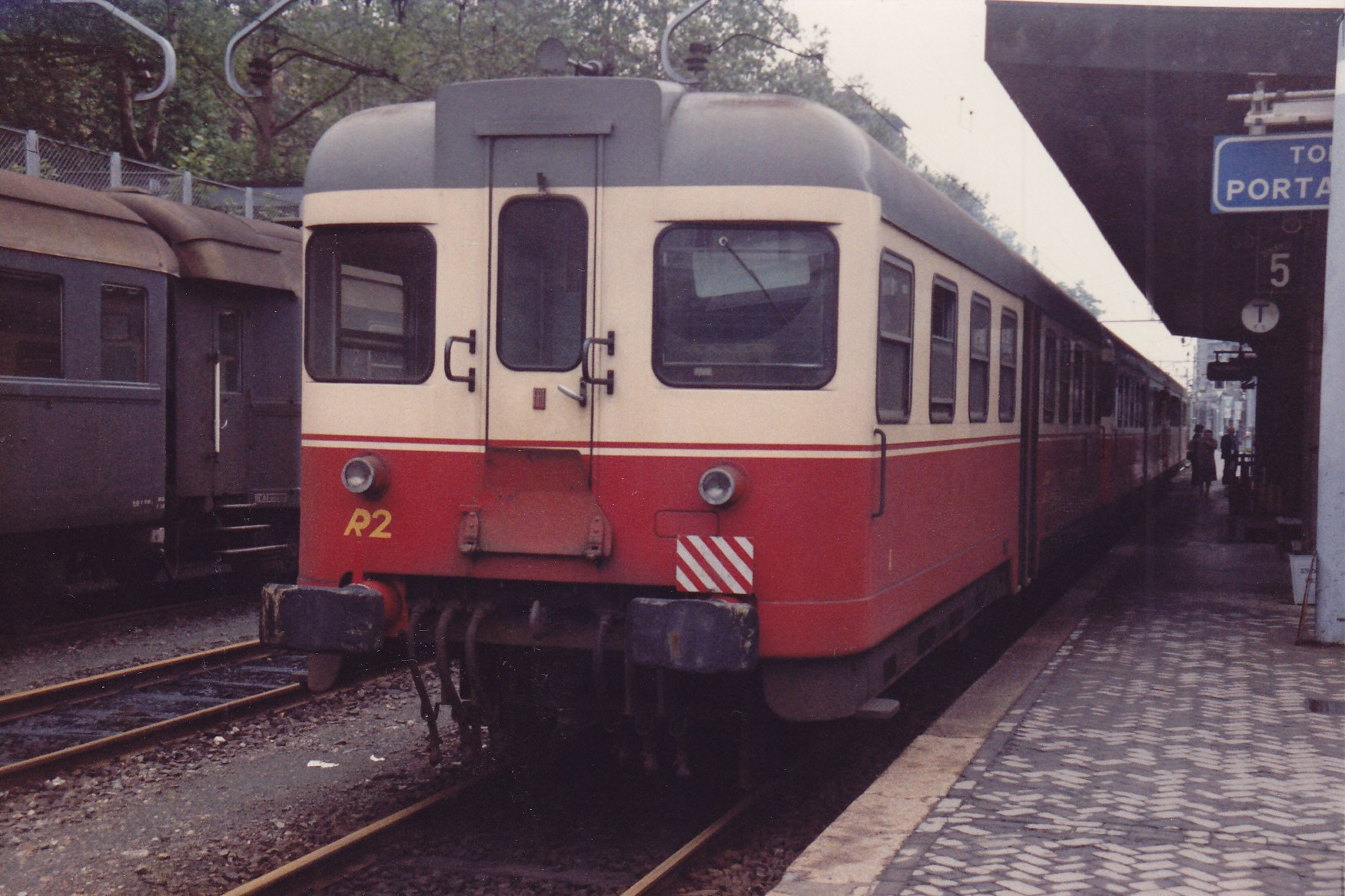
Rimorchiata SATTI R2 nel 1988

A parte lo schema di coloritura e l'aggiunta della carenatura nel sottocassa, le rimorchiate semipilota Ln 664 R.1-R.7 sono identiche alle Ln 664.1400 FS, di cui conservano la velocità massima ammessa di 110 km/h.

## Modifiche
A partire dal 1983, in occasione delle revisioni generali, furono sostituiti i motori sovralimentati FIAT 203 S delle ALn 668 D.1-D.10 con i motori ad aspirazione naturale IVECO 8217.12, identici a quelli delle ALn 668 D.11-D.12, tarati a 114 kW; modifica determinò la comparsa delle marmitte sull'imperiale in sostituzione di quelle originali celate nei cavedi del vestibolo d'accesso.
In occasione della revisione generale effettuata dalle Officine Magliola di Santhià intorno alla seconda metà degli anni duemila, dopo la confluenza della SATTI nel Gruppo Torinese Trasporti (GTT), le automotrici ALn 668 D.2, D.4 e D.5 vengono ricostruite nelle testate dotando la D.2 e la D.5 del mantice di intercomunicazione, ricevendo nuovi arredamenti interni e il nuovo schema di coloritura GTT grigio, giallo e blu, che viene applicato anche alle rimorchiate Ln 664 R.1 ed R.2.
In occasione della revisione generale vengono riverniciate nello schema di coloritura GTT anche le ALn 668 D.11-D.12.

## Esercizio
Le ALn 668 D.1-D.10 e le rimorchiate Ln 664 R.1-R.7 presero servizio con l'inaugurazione della Canavesana rinnovata il 24 novembre 1962, sostituendo completamente entro il 1963 i treni viaggiatori a trazione a vapore composti dalle poco confortevoli carrozze a due assi e relegano le vecchie automotrici FTN ALn 40 alle corse sui rami di Castellamonte e Pont Canavese e a qualche servizio supplementare.
Automotrici e rimorchiate viaggiavano tipicamente nelle seguenti composizioni:
- treno di una o due automotrici, condotto da un macchinista e scortato da un capotreno con funzione di controllo biglietti;
- treno di due automotrici e una o due rimorchiate, condotto da un macchinista e scortato da un capotreno e un conduttore, entrambi con funzione di controllo biglietti;
- treno di tre automotrici e due o tre rimorchiate, condotto da due macchinisti e scortato da un capotreno e un conduttore, entrambi con funzione di controllo biglietti.

Nel 1979-1980 le D.1-D.10 furono affiancate dalle nuove automotrici D.11 e D.12, ordinate dalla SATTI per consentire l'accantonamento delle anziane ALn 40 e la sostituzione con materiale leggero degli ultimi convogli di materiale ordinario.
A partire dal 1º marzo 2002, con l'inizio dell'esercizio a trazione elettrica della Settimo-Rivarolo, l'impiego delle ALn 668 e delle rimorchiate Ln 664 cominciò a scemare fino a cessare del tutto nel 2006 sulla tratta elettrificata, lasciando alle automotrici il servizio a spola sulla Rivarolo-Pont rimasta a trazione termica.

### Accantonamenti e radiazioni
L'ALn 668 D.8 viene radiata nella seconda metà degli anni duemila e la D.9 viene noleggiata a un'impresa ferroviaria francese tra il 2007 e il 2009.
Le unità D.1, D.3, D.6, D.7, D.9 e D.10, non ricostruite, vengono accantonate nel 2010, mentre le D.2, D.4 e D.5 vengono utilizzate come riserva.
Intorno al 2007 le unità D.11 e D.12 vengono trasferite sulla ferrovia Torino-Ceres, anch'essa gestita dal GTT, e destinate a compiti di riserva.
La D12 è stata demolita,  la D11 è conservata presso il Museo Ferroviario Piemontese a Savigliano.